# 長田本線料金所
長田本線料金所（ながたほんせんりょうきんじょ）は、大阪府東大阪市にある阪神高速道路13号東大阪線の本線料金所。大阪市内方面のみに設置されている。長田出入口が併設されている。

## 料金所

### 大阪市内方面
- ブース数：7
  - ETC専用：4（時間帯や混雑によってはETC/一般）
  - 一般：3

## 歴史
- 1983年（昭和58年）12月7日：長田 - 東大阪JCT間の開通と同時に供用開始。
- 1980年代後半：長田入口料金所の移設に伴い、本線料金所単独設置となる[注釈 1]。
- 1997年（平成9年）4月1日：料金所拡幅工事により従来の長田入口料金所と本線料金所を一体化し、新たに7車線の本線料金所を設置[1]。

## 隣
阪神高速13号東大阪線
(13-02)森之宮出入口 - (13-03)高井田出入口 - (13-04)長田出入口/TB（TBは西行のみ） - (13-05)東大阪JCT/(13-06)東大阪荒本出入口